# Xã Fowler, Quận Trumbull, Ohio
Xã Fowler (tiếng Anh: Fowler Township) là một xã thuộc quận Trumbull, tiểu bang Ohio, Hoa Kỳ. Năm 2010, dân số của xã này là 2.595 người.